# Чаплін (Кентуккі)
Чаплін (англ. Chaplin) — переписна місцевість (CDP) в США, в окрузі Нелсон штату Кентуккі. Населення — 440 осіб (2020).

## Географія
Чаплін розташований за координатами 37°53′57″ пн. ш. 85°13′16″ зх. д. / 37.89917° пн. ш. 85.22111° зх. д. (37.899121, -85.220977).  За даними Бюро перепису населення США в 2010 році переписна місцевість мала площу 3,63 км², з яких 3,58 км² — суходіл та 0,04 км² — водойми.

## Демографія
Згідно з переписом 2010 року, у переписній місцевості мешкало 418 осіб у 186 домогосподарствах у складі 116 родин. Густота населення становила 115 осіб/км².  Було 208 помешкань (57/км²).
Расовий склад населення:
| - 98,1 % — білих - 1,0 % — осіб інших рас |

До двох чи більше рас належало 1,0 %. Частка іспаномовних становила 2,4 % від усіх жителів.
За віковим діапазоном населення розподілялося таким чином: 20,6 % — особи молодші 18 років, 56,4 % — особи у віці 18—64 років, 23,0 % — особи у віці 65 років та старші. Медіана віку мешканця становила 44,1 року. На 100 осіб жіночої статі у переписній місцевості припадало 87,4 чоловіків;  на 100 жінок у віці від 18 років та старших — 85,5 чоловіків також старших 18 років.
За межею бідності перебувало 16,6 % осіб, у тому числі 14,7 % дітей у віці до 18 років та 40,0 % осіб у віці 65 років та старших.
Цивільне працевлаштоване населення становило 116 осіб. Основні галузі зайнятості: виробництво — 40,5 %, освіта, охорона здоров'я та соціальна допомога — 21,6 %, науковці, спеціалісти, менеджери — 12,9 %, транспорт — 10,3 %.